# Mörtträsket (Jokkmokks socken, Lappland, 736448-169838)
Mörtträsket är en sjö i Jokkmokks kommun i Lappland och ingår i Luleälvens huvudavrinningsområde.